# María de Valdés
María de Valdés Álvarez, född 19 oktober 1998 i Fuengirola, är en spansk simmare som tävlar i öppet vatten-simning.

## Karriär
Vid EM 2022 i Rom tog Valdés silver på 5 km öppet vatten.
Vid VM 2024 i Budapest tog Valdés silver på 10 km öppet vatten. Vid olympiska sommarspelen 2024 i Paris slutade hon på 17:e plats på 10 km öppet vatten.